# Campionato italiano femminile di hockey in-line
Il Campionato Italiano Femminile di Hockey in-line è formato da 10 squadre divise in 3 gironi.
La massima divisione è la serie A e si articola in 3 fasi.
- Campionato (girone A: 4 squadre, girone B:4 squadre, girone C:2 squadre)
- Girone di qualificazione al Final Four
- Final Four

## Fasi

### Campionato
La prima fase del torneo, il campionato, consta di 3 gironi all'italiana che vede le 10 squadre partecipanti al campionato di serie A affrontarsi a turno in gare di andata e di ritorno. Per ogni partita vengono assegnati 3 punti alla squadra vincente e 0 a quella perdente. In caso di pareggio ciascuna delle due squadre somma un punto. Le prime classificate accedono direttamente al Final Four.

### Girone di qualificazione al Final Four
Questa fase vede in scena le seconde classificate ad ogni girone. La vincente accede al Final Four

#### Final Four
Vengono disputate semifinali per l'accesso alla finale, la cui vincitrice si laureerà Campione d'Italia.

## Albo d'Oro
- Stagione 2002-2003

Torneo Ufficiale Fihp Città di Viareggio (in concomitanza Torneo delle Regioni)
Squadre partecipanti: Hot Wings Milano, Islanders Spinea, Draghi Torino.
Vincitore: Draghi Torino
- Stagione 2004-2005

Campionato Italiano
Final Four tenutasi a Bassano del Grappa
Squadre partecipanti: Draghi Torino, Islanders Spinea, Tabasco Cagliari, Hot Wings Milano (?)
- Stagione 2005-2006

Torneo Città di Monleale
Squadre partecipanti: Draghi Torino, Islanders Spinea, Tabasco Cagliari, Monleale Sportleale
Vincitore: Islanders Spinea
- Stagione 2006-2007

Campionato Italiano
Final six disputata a Sandrigo (VI)
Squadre partecipanti: Draghi Torino, Islanders Spinea, Asiago Pink Vipers (girone A)
Tabasco Cagliari, Dragonfly Massa, Gatte Nere Monleale (girone B)
Vincitore: Islanders Spinea
- Stagione 2007-2008

Campionato Italiano
Fase eliminatoria a concentramenti, in varie sedi.
Final Six con sede presso il Pattinodromo comunale di Empoli
Squadre partecipanti alla Final Six: Flying Donkey Empoli, Islanders Spinea, Monleale Sportleale (girone B)
Draghi Torino, Catania Flames, Asiago Pink Vipers (girone A)
Vincitore: Draghi Torino
- Stagione 2008-2009

Campionato Italiano
Squadre divisi in due gironi con gare andata e ritorno.
Squadre partecipanti: Draghi Torino, Asiago Pink Vipers, Ghosts Padova, Monleale Sportleale (girone A)
Flaying Donkey, Invicta Modena, Dragonfly Massa, Polisportiva Molinese (Girone B)
Catania Flames e Polisportiva Reggio Calabria (girone C)
Sede Final Four: Empoli
Vincitore: Draghi Torino
- Stagione 2009-2010

Final Four disputata al Pattinodromo comunale di Empoli
Finale: Draghi Torino 6 - 3 Hockey Club Monleale Sportleale
- Stagione 2010-2011

Final four disputata a Asiago (VI)
Squadre partecipanti: Draghi Torino, Asiago Pink Vipers, Ariccia, Latina In-line
Vincitore: Draghi Torino
- Stagione 2011-2012

Final four disputata a Torino
Finale: Draghi Torino 3 - 1 Asiago Vipers
- Stagione 2012-2013

Final Four
Squadre partecipanti: Draghi Torino, Asiago Pink Vipers, Lepis Piacenza, Mammuth Roma
Vincitore: Draghi Torino
- Stagione 2014-15

La stagione 2014-2015 è in corso di svolgimento; la prima giornata è stata disputata a Torino il 21 dicembre 2014.
Le squadre partecipanti sono Draghi Torino, Lepis Piacenza, Mammuth Roma, Asiago Black Out, Molinese e Taurus Buja.